# Tabanus comosus
Tabanus comosus är en tvåvingeart som beskrevs av Stone 1944. Tabanus comosus ingår i släktet Tabanus och familjen bromsar. Inga underarter finns listade i Catalogue of Life.